# Notturno (Schubert)
Le Notturno (D 897) est un nocturne pour trio avec piano de Franz Schubert, possiblement terminé à l'automne 1827. C'est un adagio en mi bémol majeur.

## Présentation
Le Notturno est une composition pour trio avec piano (violon, violoncelle et piano) de Franz Schubert dont le titre est apocryphe.
Il s'agit d'un mouvement de trio, un adagio en mi bémol majeur dont la date de composition est située vers 1827 ou 1828. Le musicologue Richard Wigmore suggère par exemple que l’œuvre daterait de l'automne 1827 et aurait été initialement destinée à servir de mouvement lent au Trio en si bémol majeur.
La pièce, d'une durée moyenne d'exécution de dix minutes environ, porte le numéro d'opus posthume 148 et dans le catalogue Deutsch des œuvres de Schubert la référence D. 897.

## Analyse
Le Notturno est construit comme une fantaisie. Son écriture se rapproche de celle d'un duo, en opposant le piano aux deux instruments à cordes.
L’œuvre s'ouvre sur une introduction à , adagio appassionato, en mi bémol majeur, dans laquelle les cordes exposent un thème « doucement ascendant » sur des accords arpégés du piano. La partie principale est un dialogue à trois voix, en mi majeur, à 
, à la rythmique affirmée et caractérisée par une « cassure au deuxième temps », ornementée au piano par des triolets de doubles croches. S'ensuit un retour du thème initial, transformé, puis une reprise du thème rythmique en ut majeur. La tonalité principale réapparait avant une coda qui conclut sur le thème initial.